# Plutos buffelben
Plutos buffelben (engelska: Pueblo Pluto) är en amerikansk animerad kortfilm med Pluto från 1949.

## Handling
Musse Pigg besöker en souvenirbutik, medan Pluto väntar utanför och har hittat ett buffelben. Snart kommer en mindre hund som tar benet från honom som jagar efter den andra hunden. När han sedan fastnar bland några kaktusar blir han räddad av den lilla hunden.

## Om filmen
Filmen hade svensk premiär den 20 mars 1950 och visades på biografen Spegeln i Stockholm.
Filmen har givits ut på DVD, bland annat som bonusmaterial till DVD-utgåvan av långfilmen Tre Caballeros.

## Rollista
- James MacDonald – Musse Pigg
- Pinto Colvig – Pluto[7]